# 주쿠바 대한민국 대사관
주쿠바 대한민국 대사관은 2025년 쿠바 아바나에 개설된 대한민국 외교부 소속의 대사관이다.

## 역사
2024년 2월 14일, 대한민국은 라틴아메리카 지역에서 유일한 미수교국이었던 쿠바와 미국 뉴욕에서 유엔 주재 양국 정부 대표부가 외교 공한(공식 편지)을 교환하는 방식으로 외교 관계를 공식 수립하였다.
그해 4월 28일에 수교의 후속 조치로서 연말을 목표로 상대국 수도에 각각 상주 공관을 설치키로 합의했다. 이에 대한민국 정부에서도 아바나에 임시 사무소를 설치하고 공관 개설 요원을 파견하며 개소 작업에 들어갔으나, 각자의 사정으로 일정이 연기, 해를 넘겨 수교 11개월 만인 2025년 1월 17일, 주쿠바 대한민국 대사관이 임시 대사 체제로 문을 열었다. 2025년 1월 31일에는 최상목 대한민국 대통령 권한대행·경제부총리 겸 기획재정부 장관이 이호열 초대 쿠바 주재 대한민국 대사에게 신임장을 수여했다.

## 역할
아바나 미라마르에 설치된 한국 대사관은 아바나에 개설된 117번째 대사관에 해당한다. 근무 인원은 공식적으로 대사를 포함한 4명이다.

## 같이 보기
- 대한민국-쿠바 관계
- 주한 쿠바 대사관